# Stangenrecht
Das Stangenrecht bestimmte im Mittelalter die Mindestbreite von Straßen. Es bezeichnete ursprünglich das dem König vorbehaltene Recht, mittels einer langen Stange die Freihaltung wichtiger Fernstraßen („Hoher Straßen“) prüfen zu lassen. Hindernisse wie Gebäude oder Gebäudeteile, welche die Stange berührten und somit die Straße über Gebühr verengten, waren abzureißen. 
Bedeutung erlangte das Stangenrecht vor allem im Mittelalter. Hier war es als feuerpolizeiliche Brandverhütungsverordnung Bestandteil des örtlichen Baurechts. In regelmäßigen Zeitabständen wurde die Breite aller Gassen und Straßen einer Stadt oder eines Marktes durch die Obrigkeit vermessen und überprüft.
Stieß das Mass – eine quer gehaltene, in der Länge definierte Stange von ca. 5 m – an zwei gegenüber liegende Hauswände gleichzeitig an, so war der Brandschutzabstand dieser Gebäude zu gering. In diesem Fall bestand die Gefahr, dass ein ausgebrochenes Feuer auf andere Gebäude übersprang und sich zu einer Feuersbrunst entwickelte. Das beanstandete Gebäude musste deshalb umgehend auf Kosten des Erbauers abgerissen werden. 